# Proyecto de Constitución de 1929

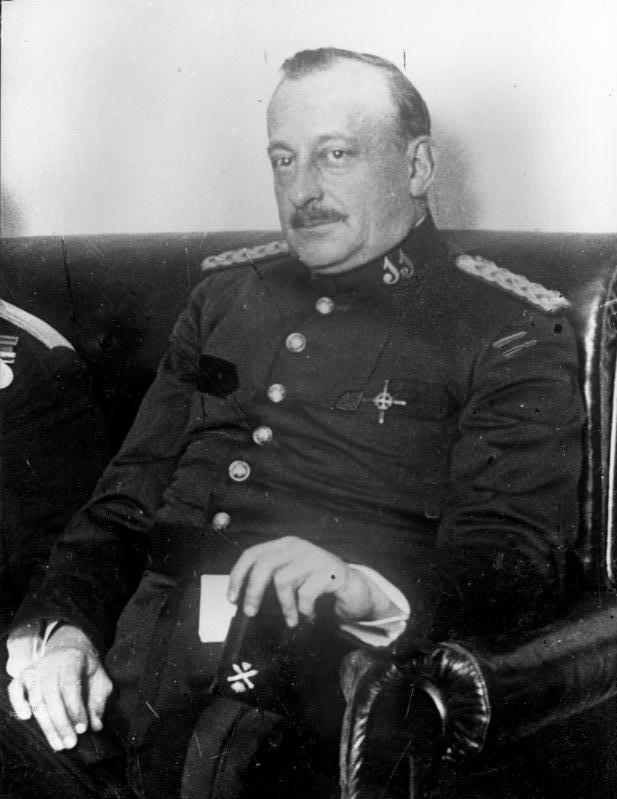
El dictador Miguel Primo de Rivera, promotor del proyecto de Constitución y que luego acabará criticando.

El proyecto de Constitución de 1929, llamada Estatuto Fundamental de la Monarquía, fue un proyecto de constitución —o mejor de carta otorgada— elaborado por la Sección Primera de la Asamblea Nacional Consultiva designada por la Dictadura de Primo de Rivera en octubre de 1927. Pretendía ser la nueva ley fundamental de la Monarquía de Alfonso XIII en sustitución de la Constitución liberal de 1876, suspendida desde el triunfo del golpe de Estado de Primo de Rivera en septiembre de 1923. Quería instaurar en España un régimen autoritario, antiliberal y antidemocrático, ya que en su articulado se limitaba drásticamente el ejercicio de los derechos y libertades, no se establecía la división de poderes ni se reconocía la soberanía nacional, sólo la mitad de las Cortes unicamerales era elegida por sufragio universal, mientras que la otra mitad era designada por las "corporaciones" y por el rey, y sus poderes y atribuciones habían sido muy mermados en favor de la Corona y del Consejo del Reino, una nueva institución con rasgos del Antiguo Régimen —antecedente del organismo del mismo nombre de la Dictadura franquista—. El proyecto rompía con toda la historia del constitucionalismo español y no satisfizo a nadie, ni siquiera al dictador, debido a los amplios poderes que concedía al rey en detrimento del jefe del gobierno, por lo que no llegó a discutirse en el Pleno de la Asamblea Nacional Consultiva y nunca entró en vigor. Siete meses después de su publicación el 5 de julio de 1929 el general Miguel Primo de Rivera presentó su dimisión al rey.

## Antecedentes
El 13 de septiembre de 1926 Primo de Rivera hizo público un manifiesto en el que habló del establecimiento de un parlamento cuya misión principal era «preparar y presentar escalonadamente al Gobierno, en un plazo de tres años, y con carácter de anteproyecto, una legislación general y completa que a su hora ha de someterse a un sincero contraste de la opinión pública, y en la parte que proceda, a la real sanción». De la legislación general destacó un «proyecto de leyes constituyentes». Sin embargo, no se otorgaba al nuevo parlamento el carácter de asamblea constituyente por la oposición del rey, sino que esa función correspondería al órgano que la sustituyera o a un referéndum sobre el proyecto de Constitución aprobado por aquella.
Durante un año Alfonso XIII se resistió a convocar el parlamento propuesto por Primo de Rivera, pero en septiembre de 1927 firmó el Real Decreto de convocatoria de la Asamblea Nacional Consultiva un "órgano de información, controversia y asesoramiento de carácter general que colaborará con el Gobierno". Sus miembros fueron designados directa o indirectamente por el Gobierno por lo que se trataba de "una asamblea corporativa, dependiente por completo del poder ejecutivo". De los 400 asambleístas sólo 71 habían sido diputados o senadores en las Cortes constitucionales, y en su mayoría eran políticos de segunda fila de los antiguos partidos del turno. Según Eduardo González Calleja, se trataba de "una Cámara puramente transitoria de la que no nacería ninguna legitimidad", pero que "en todo caso" "destruía la imagen de la Dictadura como régimen provisional, y abría el camino a la constitución de un régimen autoritario".
La Asamblea Nacional Consultiva, la primera Cámara corporativa de la Europa del periodo de entreguerras, se organizó en 18 secciones compuestas por 11 asambleístas cada una designados por el presidente. La Sección Primera era la que tenía que elaborar los "Proyectos de Leyes Constituyentes". Que Primo de Rivera la consideraba como la Sección más importante lo prueba que la integraran los políticos más destacados de la Asamblea: dos figuras del antiguo Partido Conservador, Gabriel Maura Gamazo —quien había declarado que «la dictadura actual es tan legítima como cualquier otro gobierno de otro régimen»— y Juan de la Cierva; o los también mauristas César Silió o Antonio Goicoechea. Además estaba presidida por José Yanguas Messía, presidente a su vez de la Asamblea.

## Elaboración

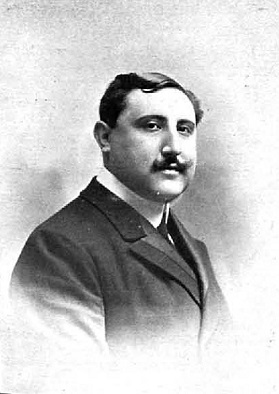
Gabriel Maura fue uno de los más firmes defensores de elaborar una constitución totalmente nueva.

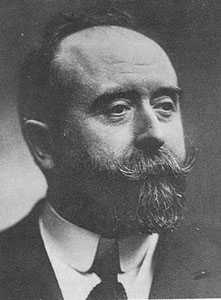
Juan de la Cierva defendió la reforma de la Constitución de 1876, oponiéndose a la elaboración de una nueva Constitución.

En los debates de la Sección Primera pronto se evidenció una clara división entre los que, como Juan de la Cierva, Carlos María Cortezo y Diego María Crehuet, defendían el mantenimiento de una parte de la Constitución de 1876 con el argumento de que tenía «un espíritu de ponderación indispensable para la garantía de los derechos ciudadanos y el funcionamiento normal de los poderes», frente a los derechistas radicales que, como Ramiro de Maeztu, entendían que «la reforma constitucional ha de extenderse también a la materia de estos derechos, procediendo a su recorte», por lo que defendían la elaboración de una Constitución completamente nueva.
Entre los partidarios de esta segunda opción se encontraban Carlos García Oviedo, Laureano Díaz Canseco, Mariano Payuelo y José María Pemán. Este último, considerado uno de los principales ideólogos de la Dictadura, hizo público un Decálogo en el que expuso su doctrina política. Para Pemán «constitución era el respeto a la tradición gloriosa… de España», es decir, a su «constitución interna», el «modo de ser, inevitable y real del organismo de [la nación]» cuyos valores superiores eran "la familia como institución de derecho natural, y como extensión de esta se comprende la propiedad, y así sucesivamente, la nación, la autoridad, el Estado".
Sin embargo, los más firmes partidarios de elaborar una constitución completamente nueva fueron los mauristas. Gabriel Maura Gamazo consideraba que la Constitución de 1876 había fracasado como todo el sistema parlamentario y Antonio Goicoechea, admirador de Mussolini, defendía un modelo cercano al del fascismo: una dictadura en la que el gobierno contaría con la ayuda de las élites y se constituiría una Cámara corporativa. El tradicionalista Víctor Pradera, por su parte, reclamaba la «verdadera Constitución de España» que eran sus fueros y leyes antiguas.
Primo de Rivera también era partidario de la elaboración de una nueva Constitución sin tener en cuenta la Constitución de 1876 que hasta septiembre de 1923 había regido la Monarquía borbónica restaurada en 1875. En junio de 1928 publicó un manifiesto en el que expuso que la nueva Constitución debería basarse en un principio tomado del fascismo, la «soberanía del Estado», opuesto al principio liberal de soberanía nacional y al liberal-conservador de soberanía compartida entre el rey y las Cortes, en el que se basaba la Constitución de 1876. Asimismo presentaba al Ejército como «brazo del Estado», por lo que lo situaba por encima de las Cortes, de una sola Cámara y elegidas por sufragio corporativo. La Unión Patriótica sería el partido único del nuevo régimen, pues «solo nuestra Liga gozará de protección [oficial] y se verá imbuida por el gobierno de beligerancia doctrinal», aunque se toleraría al PSOE si no intervenía en política y solo realizaba tareas sociales y económicas. Por último, proponía que la nueva Constitución fuera aprobada mediante un referéndum.
En la Sección Primera se impuso la posición de los mauristas, apoyada por Primo de Rivera, y se elaboró un anteproyecto de Constitución completamente nueva. Juan de la Cierva votó en contra del texto definitivo porque siguió considerando que lo que se tenía que haber hecho era reformar la Constitución de 1876. Como ha señalado el hispanista Shlomo Ben Ami, "la visión que triunfó fue la de un Estado nuevo y no la de un remiendo del viejo Estado".
La Sección Primera remitió el anteproyecto de Constitución en mayo de 1928 y meses después comenzó a elaborar las leyes constitucionales complementarias (Ley Orgánica del Consejo del Reino, Ley Orgánica de las Cortes del Reino, Ley Orgánica del Poder Ejecutivo, Ley Orgánica del Poder Judicial y Ley de Orden Público) que acabó de redactar en mayo de 1929. El proyecto constitucional definitivo se hizo público el 5 de julio de 1929 y al día siguiente se procedió a su lectura ante el Pleno de la Asamblea.

## Contenido
El Proyecto constaba de 104 artículos agrupados en 10 títulos. Se basaba en tres principios que se consideraban inmutables tal como establecía el artículo 102: «La unidad del Estado Español, la subsistencia de la Monarquía constitucional hereditaria como forma de gobierno y la atribución de Poder Legislativo al rey con las Cortes, que no podrán en ningún caso ser objeto de revisión». Negaba la soberanía nacional que detentaba el Estado «como órgano permanente de la Nación». Así aunque definía a España como «una nación constituida en un Estado políticamente unitario» esto no significaba que la nación ejerciera la soberanía. "La había delegado irrecuperable e indiscutidamente en el Estado monárquico", señala Ben Ami.
La principal novedad del proyecto eran los amplios poderes que concedía al rey, que llevaban aparejados el recorte radical de los de las Cortes, por lo que se trataba de una carta otorgada más que de una Constitución como algunos destacados juristas ya advirtieron cuando se hizo público el proyecto. El rey no constituía el "poder moderador" propio de una Monarquía Constitucional sino que sus poderes se aproximaban a los de los monarcas del Antiguo Régimen. Nombraba libremente a los ministros, sin que éstos tuvieran que dar cuenta de sus acciones ante las Cortes; tenía la iniciativa legislativa exclusiva, junto con el Gobierno nombrado por él, en asuntos tan importantes como la política exterior, las relaciones con la Iglesia Católica, los tratados comerciales, la defensa, la reforma de la Constitución y los impuestos y los prespuestos, y poseía derecho de veto sobre las leyes aprobadas por las Cortes, al compartir con ellas el poder legislativo; con el acuerdo del Gobierno nombrado por él podía clausurar las Cortes sin ningún tipo de limitación y suspender sin el concurso de ellas los derechos y libertades públicas, además de arrogarse poderes excepcionales en los casos «de grave perturbación interior que amenace o comprometa la paz general»; y podía interferir en las decisiones del poder judicial. Además el rey controlaba el Consejo del Reino y su Comisión Permanente.
El Consejo del Reino era una institución que no existía en ninguna de las Constituciones españolas y su composición lo asemejaba a las instituciones del Antiguo Régimen, "ya que estaba dominado por la aristocracia, el clero, el Ejército y los altos funcionarios del Estado", como advierte Eduardo González Calleja. El Consejo estaba compuesto de 50 a 70 miembros, la mitad de los cuales eran designados por el rey (nueve) o formaban parte de la institución por pertenecer a la familia real (el heredero al trono y el resto de sus hijos e hijos del heredero mayores de edad) o en razón de su cargo, en cuyo nombramiento el rey había intervenido (arzobispo de Toledo, los capitanes generales más antiguos del Ejército y de la Armada, el presidente y el fiscal del Tribunal Supremo, los presidentes de los Consejos de Estado, Hacienda Pública y Supremo de Ejército y Marina, y el Decano-presidente de la Diputación de la Grandeza de España). La otra mitad era elegida por determinadas corporaciones (Cámaras de Propiedad, Cámaras de Comercio e Industria) y por sufragio universal, pero los candidatos debían ser exministros, obispos, tenientes generales, miembros de la alta nobleza, etc. Finalmente había tres consejeros elegidos por las Facultades de Derecho, uno por la Real Academia de Jurisprudencia y Legislación y uno por los Colegios de Abogados, que formarían la Sección Jurídica. Así pues los miembros designados por el monarca y los consejeros por derecho propio tenían la mayoría absoluta, pero además el rey nombraba al presidente del Consejo y a los de las Secciones que lo constituían, y contaba con un mínimo de cuatro votos en la Comisión Permanente que era la más importante.
Las funciones del Consejo del Reino eran muy amplias, justificadas por la necesidad de mantener «la independencia y la armonía de todos los poderes». Asumía funciones de las Cortes pues se encargaba de tramitar las denuncias de los diputados sobre la gestión del gobierno, podía reclamar que una ley aprobada por las Cortes se volviera a discutir y aconsejaba al rey a la hora de que éste decidiera sancionar o no una ley. Ejercía la suprema instancia judicial pues no sólo proponía los nombramientos de los magistrados y fiscales del Tribunal Supremo, sino que juzgaba a los ministros de la Corona, consejeros del Reino y magistrados del Supremo, y decidía sobre los recursos de inconstitucionalidad o de ilegalidad de las leyes así como los recursos electorales. En cuanto al poder ejecutivo intervenía en el nombramiento del presidente del gobierno y debía ser consultado cuando el Gobierno tratara temas especialmente graves, además de tener la facultad de proponer la disolución anticipada de las Cortes.
Las Cortes, formadas por una única Cámara, vieron recortados drásticamente sus poderes y atribuciones. El Gobierno no respondía ante ellas; había temas muy importantes que no podían debatir pues eran competencia del rey y de su gobierno; sus acuerdos y leyes podían ser vetados por el rey y el Consejo del Reino y podían ser suspendidas o clausuradas por el rey sin ningún tipo de limitación. La mitad de sus miembros serían elegidos por sufragio universal y la otra mitad serían nombrados por el rey o designados por las instituciones profesionales y culturales, "con lo que la Cámara baja adquiría rasgos corporativos indudables", señala Ben Ami. El texto reconocía en su artículo 55 el sufragio sin distinción de sexos.
La organización territorial prevista en el proyecto era radicalmente centralista y los ayuntamientos y las diputaciones serían elegidos de forma corporativa. Los derechos y libertades estaban reconocidos en el Título III, pero tenían un carácter muy limitado —por ejemplo, el artículo 23 reconocía el derecho del gobierno a violar la correspondencia, y el 22 establecía como un deber de los ciudadanos ayudar al descubrimiento de los delitos y en la persecución de la oposición al régimen— y además podían ser suspendidos por el Gobierno sin necesidad del refrendo de las Cortes, aunque consultando con el Consejo del Reino, en cuanto apreciara «evidente riesgo exterior para la seguridad del Estado» o «grave perturbación interior que amenace o comprometa la paz general», asumiendo entonces los amplios poderes de excepción que le atribuía la Ley especial de Orden Público. En cuanto a la cuestión religiosa el proyecto reproducía el artículo 11 de la Constitución de 1876 que no reconocía la libertad religiosa y establecía la confesionalidad católica del Estado, aunque toleraba el culto privado de otras confesiones. El sistema socioeconómico era el corporativo.

## Reacciones
En cuanto se hizo público el proyecto el reputado jurista Mariano Gómez lo calificó de carta otorgada y destacó que rompía completamente con la historia del constitucionalismo español. Los conservadores, los liberales, los republicanos y los socialistas lo rechazaron tajantemente y también suscitó críticas en el seno de la Asamblea Nacional Consultiva
En realidad el proyecto no satisfizo a nadie, ni siquiera a Primo de Rivera,
a causa de los amplios poderes que se habían concedido al Consejo del Reino y, sobre todo, al Rey, en detrimento del Gobierno y de su presidente. El dictador le escribió a Gabriel Maura: «Uno de los errores de la vieja política fue dejar que el rey desempeñara un papel demasiado grande». También le dijo al embajador en Madrid de la Italia fascista que, a diferencia «del cauteloso y prudente rey italiano», el monarca español «tendía a actuar por iniciativa propia» y que por eso había que limitar su capacidad de acción. El 13 de septiembre de 1929, sexto aniversario del golpe de Estado, Primo de Rivera hizo públicas sus reservas sobre el proyecto de Constitución, destacando su «desequilibrio de poderes» a favor de la Corona y del Consejo del Reino.
Así pocos meses después de su presentación el anteproyecto se hallaba completamente estancado, por lo que el debate político se centró ya en la apertura de un verdadero "período constituyente". Como ha señalado Genoveva García Queipo de Llano, "lo que acabó por arruinar a la Dictadura como fórmula política fue su propia incapacidad para encontrar una fórmula institucional diferente a la del pasado". Un punto de vista que es compartido por Eduardo González Calleja: "El rápido fracaso del anteproyecto dejó al Gobierno en un callejón sin salida. Ello, unido a la acumulación de problemas políticos y a la crisis financiera, precipitó el descalabro del régimen".